# 阿比維爾 (密西西比州)
阿比維爾（英語：Abbeville）是位於美國密西西比州拉法葉縣的城鎮。

## 人口
根據2020年美國人口普查的數據，阿比維爾的面積為8.96平方千米，皆為陸地。當地共有人口372人，而人口密度為每平方千米42人。